# Arcoverde
Arcoverde este un oraș în Pernambuco (PE), Brazilia. 